# Предшколска установа „Мајски цвет” Велико Градиште
Предшколска установа „Мајски цвет” Велико Градиште је основана 21. октобра 1980. године, под називом Дечји вртић „Мајски цвет”, на предлог Извршног одбора СИЗ-а дечије заштите.
Установа поред централне зграде у Великом Градишту у којој функционише дванаест васпитних група, покрива и околна сеоска насеља са 12 васпитних група распоређених у подручна одељења.
Од самог почетка Установа је одликована бројним наградама, међу којима се истиче награда на учешћу у акцији „Најуређенија средина ” 1983/84. где је вртић освојио другу награду на републичком нивоу, као и Плакета Скупштине Републичке заједнице дечје заштите Социјалистичке Републике Србије за вишегодишњи стваралачки рад и допринос напорима друштва за срећно детињство и сигурно сутра свих најмлађих, добијена 1986. године.